# Burni Nanong
Burni Nanong är ett berg i Indonesien.   Det ligger i provinsen Aceh, i den västra delen av landet, 1 600 km nordväst om huvudstaden Jakarta. Toppen på Burni Nanong är 1 503 meter över havet, eller 268 meter över den omgivande terrängen. Bredden vid basen är 5,1 km.
Terrängen runt Burni Nanong är varierad.Runt Burni Nanong är det mycket glesbefolkat, med 7 invånare per kvadratkilometer. I omgivningarna runt Burni Nanong växer i huvudsak städsegrön lövskog.